# Tim Huelskamp
Timothy Alan Huelskamp dit Tim Huelskamp, né le 11 novembre 1968, est un homme politique américain. Membre du Parti républicain, il représente le Kansas à la Chambre des représentants des États-Unis de 2011 à 2017.

## Biographie
Huelskamp naît et grandit à Fowler, dans le Kansas. Il étudie à Santa Fe, puis obtient un doctorat en science politique avec une spécialité dans l'agriculture à l'American University.

### Carrière politique
De 1996 à 2010, Huelskamp est élu au Sénat du Kansas.
En 2010, il est élu à la Chambre des représentants des États-Unis dans le 1er district congressionnel du Kansas avec 73,8 % des voix. La circonscription, qui s'étend sur 63 comtés du Kansas, est rurale et conservatrice.
Huelskamp est réélu en 2012 sans opposition. Il est membre du Freedom Caucus, qui rassemble des élus ultraconservateurs, et du Tea Party Caucus. Il s'oppose souvent à la direction républicaine de la Chambre et se voit retirer son siège à la Commission sur l'agriculture fin 2012,. En 2013, il vote contre la Farm Bill et perd le soutien de plusieurs associations d'agriculteurs. Il remporte la primaire républicaine de 2014 avec 55 % des voix contre Alan LaPolice, puis est réélu avec 68 % des suffrages exprimés lors de l'élection générale.
Huelskamp est candidat à un quatrième mandat en 2016. Lors de la primaire républicaine, il est opposé à l'obstétricien Roger Marshall, qui se présente comme plus pragmatique que le représentant sortant. Des millions de dollars sont dépensés dans la campagne,. Huelskamp se voit notamment reprocher la perte de son siège à la Commission de l'agriculture et son vote contre la Farm Bill, dans un district profondément agricole,. Il perd l'élection primaire avec 43 % des voix contre 57 % pour Marshall.